# Wang Zhengjun
Wang Zhengjun (71 a. C. – 13 d. C.), oficialmente Emperatriz Xiaoyuan (孝元皇后), más tarde y más habitualmente conocida como Magnífica Emperatriz Viuda Wang, nacida en Yuancheng (en la actualidad, Handan, Hebei), fue una emperatriz consorte durante la dinastía Han Occidental, jugando un importante papel durante los sucesivos reinados de varios emperadores Han —su marido, su hijo, su dos nietastros, y su sobrino político—y más tarde dirigió la usurpación del trono para su sobrino Wang Mang. Es mayormente vista con simpatía por los historiadores como una mujer modesta y benévola que padeció mucho en su larga vida, intentando influir en la política imperial lo mejor que pudo y no apoyó las maquinaciones de su sobrino, pero cuyo fracaso, que condujo a la caída de la dinastía Han Occidental, se debió a su dependencia excesiva de su clan, los Wang.

## Primeros años
Wang nació como la segunda hija del ministro de Justicia y su esposa la Señora Li. A pesar de ser una de los doce hijos de su padre, Wang solo tenía dos hermanos plenos, hijos también de la señora Li. Sus padres intentaron encontrarle a Wang un marido adecuado, pero el pretendiente, el Príncipe Dongping, murió antes de concretarse el enlace. Después de esto, Wang se dedicó a estudiar libros y tocar el guqin. A los 18 años, entró al palacio imperial, al servicio de una de las concubinas imperiales.
La Consorte Sima, la favorita del Príncipe Imperial Liu Shi, enfermó y murió. El príncipe, deprimido, rechazó ver a cualquiera de sus otras concubinas. Su padre, el Emperador Xuan, sugirió que la Emperatriz Xiaoxuan seleccionara nuevas mujeres de palacio para atenderlo, visto que las actuales se le habían vuelto desagradables. Wang fue una de las jóvenes damas presentadas, junto con otras cinco. El príncipe la seleccionó y, tres años después, Wang dio a luz un varón, el príncipe Ao, cosa que aun ninguna otra concubina había hecho.

## Emperatriz
En 49 a. C., el Emperador Xuan murió, y el Príncipe Shi subió al trono, por lo que la Consorte Wang se convirtió en emperatriz, y su hijo en el heredero aparente. El padre de Wang fue nombrado Marqués de Yangping, un título más tarde heredado por Wang Feng (王鳳), hermano de la Emperatriz, y quién más tarde jugaría una importante papel en el gobierno.
El nuevo Emperador Yuan tenía dos concubinas favoritas además de la Emperatriz Wang: la Consorte Fu (傅昭儀) y la Consorte Feng Yuan (馮昭儀), cada una de las cuales le dio un hijo también al soberano. La Emperatriz Wang procuraba mantenerse cordial con ellas, y aunque lo consiguió con la Consorte Feng, con la Consorte Fu tendría roces debido a que ella consideraba a su hijo también heredero.
A medida que el príncipe Ao crecía, el Emperador Yuan se sentía cada vez menos satisfecho con él y más impresionado con el hijo de la Consorte Fu, el Príncipe Liu Kang de Shanyang (山陽王劉康). Varios incidentes llevaron a esa situación. En 35 a. C., cuándo el hermano menor del Emperador Yuan, Liu Jing de Zhongshan (中山王劉竟) murió, el Emperador se enfadó al considerar que el adolescente Príncipe Ao no estaba lo suficientemente apenado—particularmente porque los Príncipes Ao y Jing eran de edad similar y habían crecido y jugado juntos— mostrando respeto insuficiente hacia el Príncipe Jing. El jefe de la familia del Príncipe Ao, Shi Dan (史丹), un pariente de la abuela del Emperador Yuan y alto funcionario respetado por el Emperador, logró convencerlo de que el Príncipe Imperial Ao intentaba evitar que el Emperador Yuan lo eximiera, pero la semilla de la insatisfacción había prendido.
Los jóvenes príncipes tenían caracteres muy diferentes también y el afecto del Emperador Yuan se volcaba cada vez más hacia el Príncipe Kang. Compartían el aprecio y la habilidad para la música—particularmente con los tambores. El Príncipe Kang también se mostraba inteligente y siempre diligente, mientras que el Príncipe Ao se convertía en un conocido bebedor y mujeriego. Cuando el Emperador Yuan enfermó hacia 35 a. C., no consiguió recuperarse. A menudo pedía que la Consorte Fu y el  Príncipe Kang se mantuvieran junto a su lecho para atenderle, mientras que raramente convocaba a la Emperatriz Wang y el Príncipe Imperial Ao. En su enfermedad, aparentemente animado por la Consorte Fu, el Emperador Yuan reconsideró el convertir al Príncipe Kang en su heredero. Sólo la intercesión de Shi Dan logró apartar esos pensamientos del Emperador Yuan. Cuando murió en 33 a. C., el Príncipe Imperial Ao ascendió al trono (como Emperador Cheng).

## Emperatriz Viuda
Después de la muerte de Emperador Yuan y la coronación del Emperador Cheng, la Emperatriz Wang se convirtió en Emperatriz Viuda. El Príncipe Kang, como era la costumbre con los príncipes imperiales, fue enviado a gobernar su principado—ahora en Dingtao (定陶). A pesar del intento de usurpación por parte de la Consorte Fu y el Príncipe Kang, la Emperatriz Wang y el Emperador Cheng no les guardaron rencor, y, en contra del consejo de algunos funcionarios preocupados por que el Príncipe Kang fuese un foco de conspiraciones, el Emperador Cheng llamaba a menudo a Kang a la capital Chang'an, para largas visitas.
La Emperatriz Viuda Wang era amable pero demasiado cariñosa con su hijo y sus hermanos. El Emperador Cheng confiaba mucho en sus tíos (los hermanos de la Emperatriz Viuda) y los colocó en importantes papeles en el gobierno. Además de Wang Feng, quién había heredado el título de su padre como Marqués de Yangping, seis de los hermanos fueron creados marqueses, en vulneración de la norma impuesta por el Emperador Gao, el fundador de la dinastía, quién había decretado que sólo quienes hubieran contribuido al imperio de manera sustancial podrían ser titulados marqueses. Varios (Wang Feng, Wang Shang (王商), y Wang Gen (王根)), además del primo de la Emperatriz Viuda, Wang Yin (王音), sirvieron sucesivamente como el comandante supremo de las fuerzas armadas y tenían el control efectivo de la administración. Después de Wang Gen, el sobrino de la Emperatriz Viuda, Wang Mang, sirvió en el mismo cargo.
- Wang Feng, 33 a. C.–22 a. C.
- Wang Yin, 22 a. C.–15 a. C.
- Wang Shang, 15 a. C.–12 a. C.
- Wang Gen, 12 a. C.–8 a. C.
- Wang Mang, 8 a. C.–7 d. C.

Los Wang, aunque no eran corruptos en general y aparentemente intentaban sinceramente ayudar al emperador, estaban preocupados en engrandecer su poder y a veces no seleccionaban a los funcionarios más adecuados para los intereses del imperio, y esto provocó un deterioro continuado en la administración del Emperador Cheng, quien a veces intentó modificar esta estructura de poder pero siempre sin resultados. Por ejemplo, en 24 a. C., a sugerencia del funcionario Wang Zhang (王章, no emparentado con el clan Wang), el Emperador Cheng consideró reemplazar a Wang Feng por el muy respetado oficial Feng Yewang (馮野王), el hermano de la concubina de su padre la Consorte Feng. Cuándo Wang Feng se dio cuenta, la Emperatriz Viuda Wang se entristeció, y en respuesta el emperador Cheng ejecutó a Wang Zhang y liberó a Feng Yewang de su cargo sin ninguna acusación de irregularidades.

### Asunto de la sucesión
El Emperador Cheng era un mujeriego con muchas favoritas. Su primera favorita era la Emperatriz Xu (nombrada en 31 a. C.), del clan de su abuela asesinada, la primera esposa del Emperador Xuan. También favorecía a la Consorte Ban. Sin embargo ninguna de las dos le dio hijos, por lo que preocupada por la falta de un nieto y heredero, la Emperatriz Viuda Wang animaba abiertamente a su hijo a tomar más y más concubinas, pero ningún nacimiento viable resultaba. Hacia 19 a. C., cuándo el Emperador Cheng realizó  una visita a su hermana la Princesa Yang'un (陽阿公主), se enamoró de una de sus bailarinas, Zhao Feiyan (趙飛燕) y su hermana Zhao Hede (趙合德) y las convirtió en sus concubinas favoritas, en detrimento de la Emperatriz Xu y de la Consorte Ban. En 18 a. C., las hermanas Zhao las acusaron de brujería; la Emperatriz Xu fue depuesta, mientras que la Consorte Ban recurrió la sentencia con éxito, pudiendo quedarse en la corte como dama de compañía de la emperatriz viuda. El Emperador Cheng quiso entonces conceder a Zhao Feiyan el título de emperatriz, pero la Emperatriz Viuda Wang se opuso debido a su nacimiento plebeyo y su trabajo de bailarina; finalmente capituló ante los deseos de su hijo en 16 a. C., pero nunca se sintió complacida con las hermanas Zhao. Tampoco ellas ni otra concubina posterior, la Consorte Li, consiguieron dar un hijo al Emperador Cheng.
En 9 a. C., todavía sin descendencia, el Emperador Cheng empezó a valorar como heredero a su hermano más joven el Príncipe Liu Xing de Zhongshan (中山王劉興) o a su sobrino el Príncipe Liu Xin de Dingtao (定陶王劉欣, hijo del Príncipe Kang).El Emperador Cheng consideró al fin que al Príncipe Xin Dingtao era más capaz, al tiempo que la abuela del príncipe, la Consorte Fu, se congraciaba con las hermanas Zhao y con Wang Gen, tío del emperador, mediante generosos regalos, con lo que las Zhao y Wang Gen también alabaron al Príncipe Xin. El Emperador Cheng lo nombró príncipe imperial en 8 a. C.
El Emperador Cheng murió de repente en 7 a. C., aparentemente de una apoplejía (a pesar de que los historiadores también informan la posibilidad de una sobredosis de afrodisiacos dados por la Consorte Zhao Hede). Inmediatamente corrieron los rumores de que algunas de las concubinas habían tenido hijos, pero que esos hijos y madres habían sido asesinados por la Consorte Zhao Hede, debido a los celos, y posiblemente con la connivencia del Emperador Cheng. Apenada por la muerte de su marido y aparentemente temerosa de esas acusaciones, la  Consorte Zhao Hede se suicidó. El Príncipe Imperial Xin ascendió al trono como Emperador Ai.
Un informe oficial encargado por la Emperatriz Viuda Wang concluyó en 6 a. C. que el Emperador Cheng tuvo dos hijos—uno nacido de la Consorte Cao en 12 a. C. y otro nacido de la Consorte Xu (una pariente de la Emperatriz depuesta Xu) en 11 a. C. Aun así, ambos bebés fueron asesinados por orden de la Consorte Zhao Hede, con al menos el acuerdo tácito del Emperador Cheng; la Consorte Cao fue forzada a suicidarse después del asesinato de su hijo. En respuesta, aparentemente a instancias de la Emperatriz Viuda Wang, el Emperador Ai despojó a los parientes de las Zhao de sus títulos de marqueses y los exilió; solo la Emperatriz Zhao Feiyan se salvó (de momento).

## Magnífica Emperatriz Viuda
Cuándo el nuevo Emperador Ai ascendió al trono, la Emperatriz Viuda Wang recibió el título por el que será luego más conocida—Magnífica Emperatriz Viuda Wang. Inicialmente, por respeto a ella, el Emperador Ai, mientras consolidaba las bases de su propio poder, dejó a los Wang, incluyendo Wang Mang, en los puestos que ocupaban.
Aun así, la influencia de la abuela del Emperador Ai, la Consorte Fu, pronto saldría a la luz. La Consorte Fu no estaba contenta con su título de Princesa Viuda de Dingtao; también quería ser emperatriz viuda a pesar de que nunca había sido emperatriz consorte. La Magnífica Emperatriz Viuda Wang estaba conforme con compartir el título, y así le fue concedido a la Consorte Fu  mediante un edicto (con una diferencia—Fu tuvo el título único, nunca vuelto a utilizar, de Ditaitaihou (帝太太后) mientras Wang conservaba el  título regular de Taihuangtaihou (太皇太后)); igualmente, el Emperador Ai le concedió también el título especial a su madre la Consorte Ding (Ditaihou, 帝太后) y a. Zhao Feiyan (Huangtaihou (皇太后)). Así de manera absolutamente excepcional, la corte se vio con cuatro emperatrices viudas al mismo tiempo.
La Consorte Fu no se contentó solo con títulos, sino que aspiraba a controlar la administración de su nieto, expulsando a los Wang del gobierno. La Magnífica Emperatriz Wang no tenía ningún deseo de luchar contra Fu, así que voluntariamente ordenó a los miembros de su familia dimitir en masa y devolver el poder a los Fu y a los Ding. Su humildad y disposición para ceder impresionaron grandemente al pueblo y a los funcionarios del gobierno, y cuando la incompetencia del Emperador Ai empezó a manifestarse, tanto el pueblo como los funcionarios de la administración—quienes se habían mostrado contrarios a los Wang durante el reinado del Emperador Cheng—clamaron por el regreso de los Wang al gobierno. Este anhelo se volvió más acuciante ante una grave injusticia cometida  por la Consorte Fu en 6 a. C. cuándo ella, todavía guardando rencor contra su antigua rival  por el amor del emperador, la Consorte Feng Yuan (quién por entonces era la Princesa Viuda de Zhongshan y abuela del Príncipe Liu Jizi de Zhongshan), la acusó falsamente de brujería, forzándola a suicidarse, y ejecutando o exiliando a continuación a la mayor parte de su familia. En respuesta, en 2 a. C., el Emperador Ai llamó a Wang Mang a la capital para atender a la Magnífica Emperatriz Viuda Wang.
En 1 a. C., el Emperador Ai murió sin heredero, y esto dejó la casa imperial en confusión, durante la que la Magnífica Emperatriz Viuda Wang jugaría un destacado papel.

## Usurpación de Wang Mang
Cuando el Emperador Ai murió, su favorito (generalmente considerado como su amante homosexual) Dong Xian era el comandante de las fuerzas armadas y el más poderoso oficial del gobierno, y había gran incertidumbre sobre qué iba a pasar. La Emperatriz Viuda dio el paso crucial. Decidió de inmediato entrar al palacio imperial, coger el sello imperial y convocar a Dong. Ese movimiento sorprendió al favorito, que quedó paralizado e incapaz de actuar. La Magnífica Emperatriz Viuda Wang convocó a Wang Mang también a palacio y transfirió el poder sobre la guardia imperial de Dong a Wang Mang. Dong huyó atemorizado, antes de suicidarse.
Wang Mang se movió de inmediato para apartar todo obstáculo a su poder, pero al mismo tiempo manteniendo aparente lealtad a la dinastía Han. Con la aprobación de la Emperatriz Viuda, sacó a los Fu y Ding del gobierno, y sin su conocimiento, profanó las tumbas y cadáveres de la Consorte Fu y de la Consorte Ding. La Magnífica Emperatriz Viuda Wang convocó a su nietastro el Príncipe Jizi al trono, como Emperador Ping.
Durante el reinado del Emperador Ping, Wang Mang sirvió como regente, con la Magnífica Emperatriz Viuda Wang como asesora. En su presencia, él mostraba lealtad a la Dinastía Han y la halagaba, pero al mismo tiempo continuaba la purga de enemigos potenciales y se aseguraba que sus seguidores crearan un aura de santidad en torno a él. En 1 d. C., convencida de la fidelidad de su sobrino, la Magnífica Emperatriz Viuda Wang le nombró Duque de Anhan (安漢公, literalmente "Duque que hizo seguro a Han")—cuando anteriormente en la historia de la dinastía no había habido un solo duque. En 2, cuándo empezó la selección de una emperatriz para el Emperador Ping, la Emperatriz Viuda ordenó que las chicas del clan Wang fueran excluidas, pero Wang Mang movilizó una multitud de peticionarios rodeando el palacio, instando a que la emperatriz fuera su hija. La Magnífica Emperatriz Viuda Wang renunció a su plan y seleccionó a la hija de Wang Mang como esposa del Emperador Ping, y fue nombrada emperatriz consorte en 4.
En 3, otro acontecimiento importante ayudó a incrementar el poder de Wang Mang. Su hijo, Wang Yu (王宇), descontento con las normas dictatoriales de su padre, conspiró con los tíos maternos del Emperador Ping, los Wei, contra Wang Mang. Cuándo su conspiración fue descubierta, Wang Mang no solo condenó a muerte a Wang Yu y a los Wei (excepto la Consorte Wei), sino que aprovechó la oportunidad para acusar  a muchos enemigos personales y a enemigos políticos potenciales de conspiración también, ordenando ejecutarlos o exiliarlos. Esto incluyó incluso a su propio tío Wang Li (王立), quien fue forzado a suicidarse falsificando un edicto de la Magnífica Emperatriz Viuda Wang, a quien ocultó la verdad (y en cambio le dijo que Wang Li había muerto de enfermedad). Wang Mang hizo que la Emperatriz creyera que controlaba la situación dejándola inspeccionar periódicamente las áreas alrededor de la capital Chang'an para recompensar a las personas con dinero y bienes y visitar huérfanos y viudas. También se congració con ella ordenando construir un impresionante templo en honor a su marido el Emperador Yuan.
En 5, Wang Mang envenenó al Emperador Ping temiendo que el Emperador fuera a tomar venganza sobre él por la ejecución de sus tíos. También mostró fidelidad a la dinastía Han ante la Magnífica Emperatriz Viuda Wang, forzándola a concederle el título de emperador suplente (假皇帝) contra sus deseos y a aprobar su selección de Liu Ying, un tataranieto del Emperador Xuan, como nuevo emperador (el Emperador Ruzi). En 8, Wang Mang usurpó el trono y estableció la dinastía Xin. Cuándo reclamó a la Magnífica Emperatriz Viuda Wang el sello imperial, ella inicialmente lo rechazó, pero finalmente se lo entregó.

## Reinado de Wang Mang

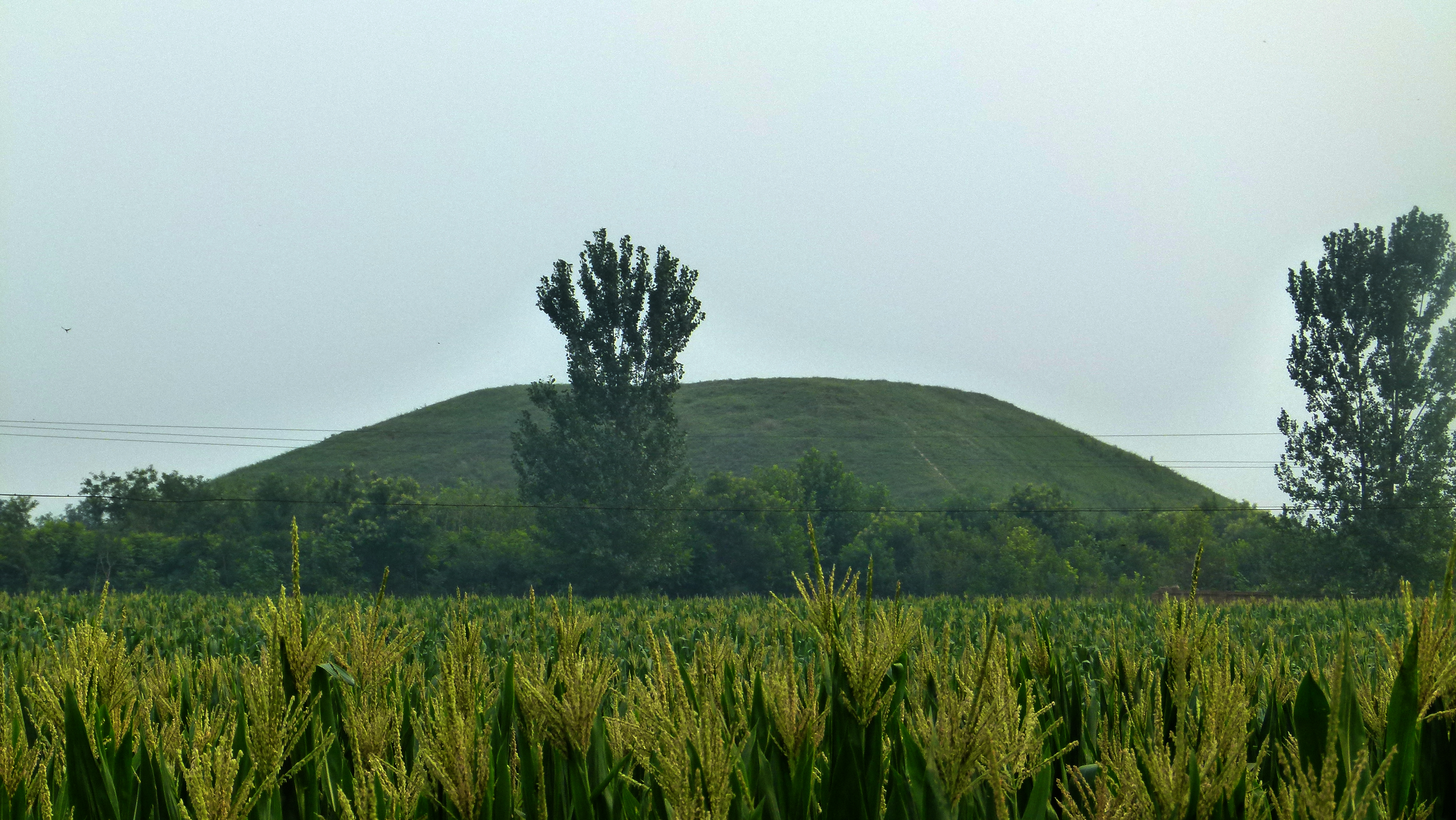
Tumba de Wang Zhengjun en Weiling (渭陵), Xianyang, Shaanxi

Wang Mang inicialmente quiso abolir el título de Magnífica Emperatriz Viuda, pero inmediatamente Wang le indicó que se sentía ofendida por su sugerencia. En respuesta, mantuvo su título pero le dio otro adicional—Wenmu (文母)- implicando que era una cofundadora de su dinastía. Ella nunca reconoció esa nueva dinastía, y cuándo Wang Mang cambió el calendario y las festividades así como el uniforme de los sirvientes del palacio imperial, ella ordenó a su séquito y sirvientas personales continuar observando el calendario Han y vestir los uniformes Han. Él trató de atender a sus necesidades seriamente para mantenerla complacida, pero sus intentos fallaron.
En 12, Wang Mang destruyó el templo del Emperador Yuan y construyó otro, supuestamente para la Magnífica Emperatriz Viuda Wang después de su muerte. Cuándo ella descubrió que el templo de su marido había sido destruido, se entristeció mucho y maldijo a Wang Mang. Murió en la primavera del año 13, y Wang Mang la enterró, como era la costumbre, en la misma tumba del Emperador Yuan, pero cavó una zanja entre ella y el Emperador.